# Nuoto in acque libere ai campionati mondiali di nuoto 2024
Le competizioni di nuoto in acque libere ai campionati mondiali di nuoto 2024 si sono svolte dal 3 all'8 febbraio 2024 nel porto di Doha, in Qatar.
Sono state disputate un totale di 5 gare: 2 maschili, 2 femminili e una a squadre miste.

## Calendario
| Data       | Ora (UTC+3) | Evento          |
| ---------- | ----------- | --------------- |
| 3 febbraio | 10:30       | 10 km femminili |
| 4 febbraio | 10:30       | 10 km maschili  |
| 7 febbraio | 10:30       | 5 km femminili  |
| 7 febbraio | 12:00       | 5 km maschili   |
| 8 febbraio | 10:30       | 6 km a squadre  |

## Podi

### Uomini
| Evento           | Oro               | Tempo      | Argento              | Tempo      | Bronzo            | Tempo      |
| ---------------- | ----------------- | ---------- | -------------------- | ---------- | ----------------- | ---------- |
| 5 km (dettagli)  | Logan Fontaine    | 52'29"30   | Marc-Antoine Olivier | 52'29"60   | Domenico Acerenza | 52'30"00   |
| 10 km (dettagli) | Kristóf Rasovszky | 1h48'21"20 | Marc-Antoine Olivier | 1h48'23"60 | Hector Pardoe     | 1h48'29"20 |

### Donne
| Evento           | Oro                   | Tempo      | Argento         | Tempo      | Bronzo            | Tempo      |
| ---------------- | --------------------- | ---------- | --------------- | ---------- | ----------------- | ---------- |
| 5 km (dettagli)  | Sharon van Rouwendaal | 57'33"90   | Chelsea Gubecka | 57'35"00   | Ana Marcela Cunha | 57'36"80   |
| 10 km (dettagli) | Sharon van Rouwendaal | 1h57'26"80 | Maria de Valdés | 1h57'26"90 | Angélica André    | 1h57'28"20 |

### Misto
| Evento                    | Oro                                                               | Tempo      | Argento                                                                           | Tempo      | Bronzo                                                                 | Tempo      |
| ------------------------- | ----------------------------------------------------------------- | ---------- | --------------------------------------------------------------------------------- | ---------- | ---------------------------------------------------------------------- | ---------- |
| 6 km a squadre (dettagli) | Australia Moesha Johnson Chelsea Gubecka Nicholas Sloman Kyle Lee | 1h03'28"00 | Italia Giulia Gabbrielleschi Arianna Bridi Gregorio Paltrinieri Domenico Acerenza | 1h03'28"20 | Ungheria Bettina Fábián Mira Szimcsák Dávid Betlehem Kristóf Rasovszky | 1h04'06"80 |

## Medagliere
| Pos.   | Paese         | Oro | Argento | Bronzo | Totale |
| ------ | ------------- | --- | ------- | ------ | ------ |
| 1      | Paesi Bassi   | 2   | 0       | 0      | 2      |
| 2      | Francia       | 1   | 2       | 0      | 3      |
| 3      | Australia     | 1   | 1       | 0      | 2      |
| 4      | Ungheria      | 1   | 0       | 1      | 2      |
| 5      | Italia        | 0   | 1       | 1      | 2      |
| 6      | Spagna        | 0   | 1       | 0      | 1      |
| 7      | Gran Bretagna | 0   | 0       | 1      | 1      |
| 7      | Portogallo    | 0   | 0       | 1      | 1      |
| 7      | Brasile       | 0   | 0       | 1      | 1      |
| Totale | Totale        | 5   | 5       | 5      | 15     |